# Adam Muto
Adam Muto é um roteirista, artista de storyboard, animador e produtor estadunidense conhecido por seu trabalho como produtor executivo e showrunner da série de desenho animado americana Hora de Aventura.

## Carreira
Muto foi colega de classe de Pendleton Ward, criador de Hora de Aventura, na California Institute of the Arts. Quando Ward trabalhou pela primeira vez no piloto de Hora de Aventura para a série Random! Cartoons, um programa de novas animações produzido pela Frederator, Muto ajudou-o desenhando adereços.  Depois, Muto passou a trabalhar na série como artista de storyboard. Durante a primeira temporada da animação, ele trabalhou em parceria com Elizabeth Ito, enquanto, durante a segunda e terceira temporadas, fez parceria com Rebecca Sugar. No ano seguinte, ele foi promovido a diretor criativo e, na metade da quinta temporada da série, foi promovido a produtor supervisor e depois co-produtor executivo.  Da metade da quinta temporada até o final da animação, ele atuou como showrunner e produtor executivo (após a saída de Ward durante a produção da quinta temporada). 

## Prêmios
O trabalho de Adam Muto em Adventure Time rendeu-lhe uma indicação ao Primetime Emmy Award pelo episódio da segunda temporada "It Came from the Nightosphere" em 2011, junto com sua então parceira de storyboard Rebecca Sugar. 

## Filmografia
| Ano     | Título                          | Papel |
| ------- | ------------------------------- | --- |
| 2006–07 | Random! Cartoons                | criador (curta "SamSquatch") |
| 2008–21 | Hora de Aventura                | roteirista, artista de storyboard, diretor, diretor criativo (temporadas 3–5), diretor supervisor (temporadas 5–9), produtor supervisor (2013-2014), co-produtor executivo, produtor executivo (temporadas 6–10), showrunner (Temporada 5–10) |
| 2018    | Summer Camp Island              | artista de storyboard adicional (Temporada 1) |
| 2019    | Steven Universo                 | roteirista, artista de storyboard (temporada 5 e Future ) |
| 2020    | Adventure Time: Distant Lands   | produtor executivo, roteirista, artista de storyboard |
| 2021    | City of Ghosts                  | voz de Walter |
| 2023    | Adventure Time: Fionna and Cake | produtor executivo |